# Tratado do Oregon

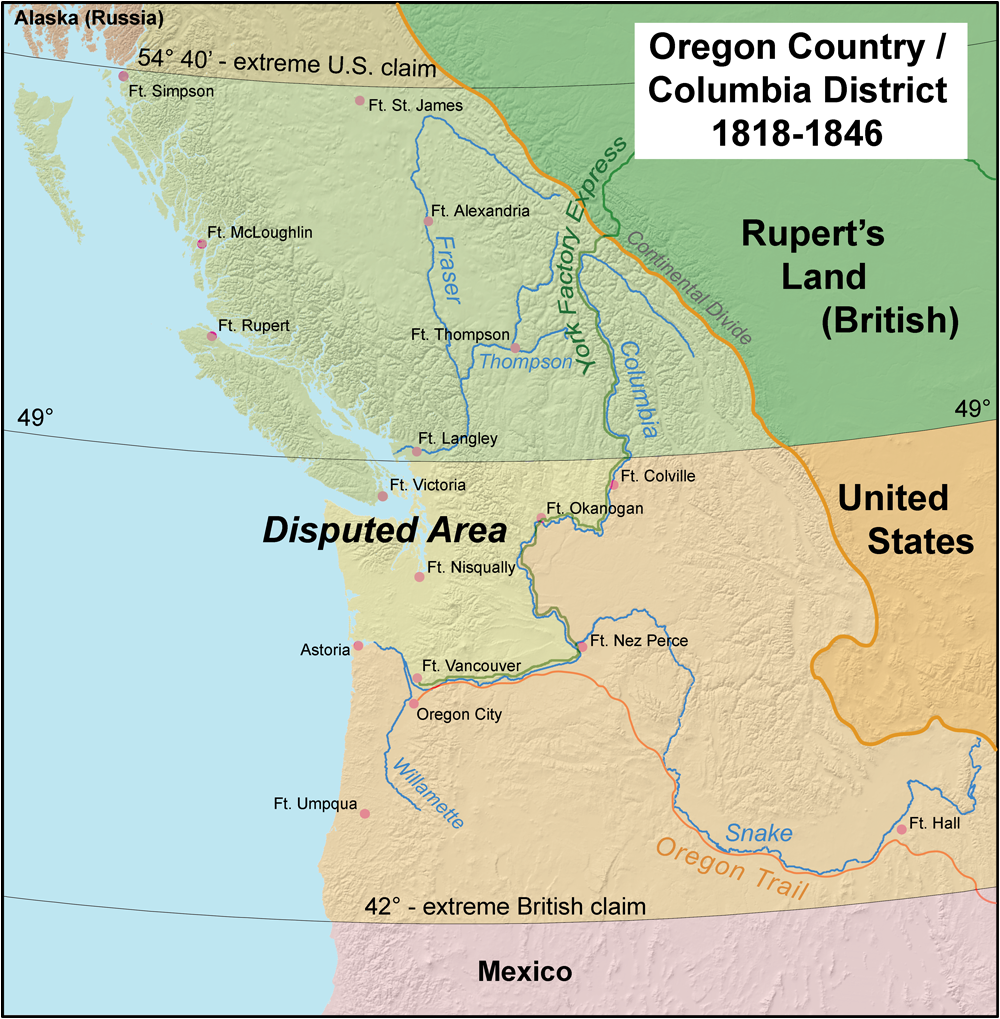
Mapa das terras em disputa no Oregon em 1846

O Tratado do Oregon de 1846 ou simplesmente Tratado do Oregon foi um tratado assinado em 15 de junho de 1846 em Washington, DC, que teve o nome oficial de "Tratado com a Grã-Bretanha com respeito aos limites ocidentais das montanhas Rochosas" e estabeleceu a fronteira entre as secções britânicas e americanas do "Oregon Country". O "Oregon Country" tinha sido conjuntamente ocupado pelos britânicos e norte-americanos desde a convenção Anglo-Americana de 1818 quando foi acordado um domínio comum da região. Este arranjo deu lugar a fricções entre os dois lados. O presidente estadunidense James Polk concorreu inclusivamente às eleições presidenciais de 1844 sob o lema "Fifty-Four Forty or Fight!" (cinquenta e quatro e quarenta ou luta); 54°40' referindo-se à linha de latitude que deveria formar (e veio a ser) a fronteira norte do estado do Oregon.
O tratado foi negociado por James Buchanan, Secretário de Estado norte-americano, e Richard Pakenham, membro do conselho real (privy council) da Rainha Vitória e enviado especial da rainha.